# Cellarinella angustilaminata
Cellarinella angustilaminata is een mosdiertjessoort uit de familie van de Sclerodomidae. De wetenschappelijke naam van de soort is voor het eerst geldig gepubliceerd in 1991 door Liu & Hu.